# ديتليف بوخهولتس
ديتليف بوخهولتس (بالألمانية: Detlev Buchholz)‏ هو فيزيائي وأستاذ جامعي ألماني، ولد في 31 مايو 1944 في غدانسك في بولندا.